# Darragh O’Connor
Darragh O’Connor (* 5. August 1999 in Croydon, London) ist ein irischer Fußballspieler, der bei York City in der englischen National League unter Vertrag steht und an den FC Falkirk verliehen ist.

## Karriere
Darragh O’Connor wurde im Londoner Stadtteil Croydon geboren, bevor er 2005 in das irische Clonroche, Wexford zog. In seiner Jugendkarriere war er für den Waterford FC und die Shamrock Rovers aktiv. In der Saison 2019 spielte O’Connor in 20 Partien für den irischen Zweitligisten Wexford FC. Sein Debüt in der League of Ireland gab er als Einwechselspieler im März 2019 gegen die Cobh Ramblers im St. Colman’s Park. Sein Startelfdebüt gab er eine Woche später im Tolka Park gegen den Shelbourne FC. Im August 2019 wechselte der 20-Jährige Innenverteidiger zum Premier-League-Verein Leicester City nach England. Zuvor hatte er ein Probetraining bei den „Foxes“ absolviert. In Leicester absolvierte er für die U23 in zwei Spielzeiten sechs Einsätze in der EFL Trophy sowie 15 Spiele in der Premier League 2. Dabei gelang ihm jeweils ein Tor gegen Arsenal und Derby County.
Im Juli 2021 wechselte O’Connor zum schottischen Erstligisten FC Motherwell. Für Motherwell absolvierte O’Connor nur ein Ligaspiel und wurde später an Queen of the South verliehen. Von 2022 bis 2024 spielte O’Connor bei Greenock Morton bevor er nach England in die National League zu York City wechselte. Nachdem O’Connor nur vier Einsätze für York absolviert hatte, wurde er ab Januar 2025 an den schottischen Zweitligisten FC Falkirk verliehen.